# اشچیانکا
اشچیانکا (به لاتین: Trzcianka) یک شهر در لهستان است که در Gmina Trzcianka واقع شده‌است.

## خصوصیات
اشچیانکا ۱۸٫۲۵ کیلومترمربع مساحت و ۱۶٬۷۵۶ نفر جمعیت دارد.